# Aelurillus subfestivus
Aelurillus subfestivus là một loài nhện trong họ Salticidae.
Loài này thuộc chi Aelurillus. Aelurillus subfestivus được Kendo Saito miêu tả năm 1934.